# Marathon van Amsterdam 1990
De marathon van Amsterdam 1990 werd gelopen op zondag 13 mei 1990. Het was de vijftiende editie van deze marathon. Het evenement werd gesponsord door Spa.
De Ethiopiër Zerihun Gizaw kwam als eerste over de streep in 2:11.52. Hij bleef de winnaar van 1987, de Tanzaniaan John Burra, ruim een minuut voor. De winnaar van 1989, Gerard Nijboer, finishte nu als vierde. De Poolse Renata Kokowska zegevierde bij de vrouwen in 2:35.31. Zij kwam ruim drie minuten eerder binnen dan haar als tweede eindigende landgenote Lidia Camberg.

## Uitslagen

### Mannen
| rang   | naam            | land | tijd    |
| ------ | --------------- | ---- | ------- |
| Goud   | Zerihun Gizaw   | ETH  | 2:11.52 |
| Zilver | John Burra      | TAN  | 2:12.42 |
| Brons  | Wodajo Bulti    | ETH  | 2:13.01 |
| 4      | Gerard Nijboer  | NED  | 2:13.38 |
| 5      | Kim Reynierse   | NED  | 2:14.13 |
| 6      | Wieslaw Perszke | POL  | 2:14.53 |
| 7      | Jesus Herrera   | MEX  | 2:15.02 |
| 8      | Michel de Maat  | NED  | 2:15.14 |
| 9      | Isao Yano       | JPN  | 2:19.24 |
| 10     | Dick Tesselaar  | NED  | 2:20.51 |

### Vrouwen
| rang   | naam                 | land | tijd    |
| ------ | -------------------- | ---- | ------- |
| Goud   | Renata Kokowska      | POL  | 2:35.31 |
| Zilver | Lidia Camberg        | POL  | 2:38.39 |
| Brons  | Annie van Stiphout   | NED  | 2:42.52 |
| 4      | Danuta Pietruszynska | POL  | 2:44.10 |
| 5      | Rumyana Panovska     | BUL  | 2:51.04 |

1975 ·
1976 ·
1977 ·
1978 ·
1979 ·
1980 ·
1981 ·
1982 ·
1983 ·
1984 ·
1985 ·
1986 ·
1987 ·
1988 ·
1989 ·
1990 ·
1991 ·
1992 ·
1993 ·
1994 ·
1995 ·
1996 ·
1997 ·
1998 ·
1999 ·
2000 ·
2001 ·
2002 ·
2003 ·
2004 ·
2005 ·
2006 ·
2007 ·
2008 ·
2009 ·
2010 ·
2011 ·
2012 ·
2013 ·
2014 ·
2015 ·
2016 ·
2017 ·
2018 ·
2019 ·
2020 ·
2021 ·
2022 ·
2023 ·
2024 ·
2025